# Tąpadła
Tąpadła (niem. Tampadel) – wieś w Polsce położona w województwie dolnośląskim, w powiecie świdnickim, w gminie Marcinowice.

## Podział administracyjny
W latach 1975–1998 miejscowość administracyjnie należała do województwa wałbrzyskiego.

## Historia
Pierwsze zapisy historyczne o wsi pochodzą już z 1209 r. jako własność kanoników regularnych na Piasku. Wzmiankowana jest po raz pierwszy w łacińskim dokumencie z 1250 roku wydanym przez papieża Innocentego IV w Lyonie gdzie zanotowana została w zlatynizowanej, staropolskiej formie „Tampadla”.

## Gospodarka
W latach 1940–44, w czasie II wojny światowej, wydobywano tu chromit.

## Zabytki
Do wojewódzkiego rejestru zabytków wpisany jest:
- dwór, obecnie dom nr 16, z XVII–XVIII w., przebudowany w l. 1910–20; siedziba dawnego sołectwa. Dwukondygnacyjny, nakryty dachem czterospadowym. W narożniku barokowa figura elektora saskiego, nad wejściem figura przywieziona z Legnicy. Przy dworze: oficyna, studnia w kształcie drewnianej altany zwieńczona kopułą, stodoła, wozownia oraz park[3].

## Galeria

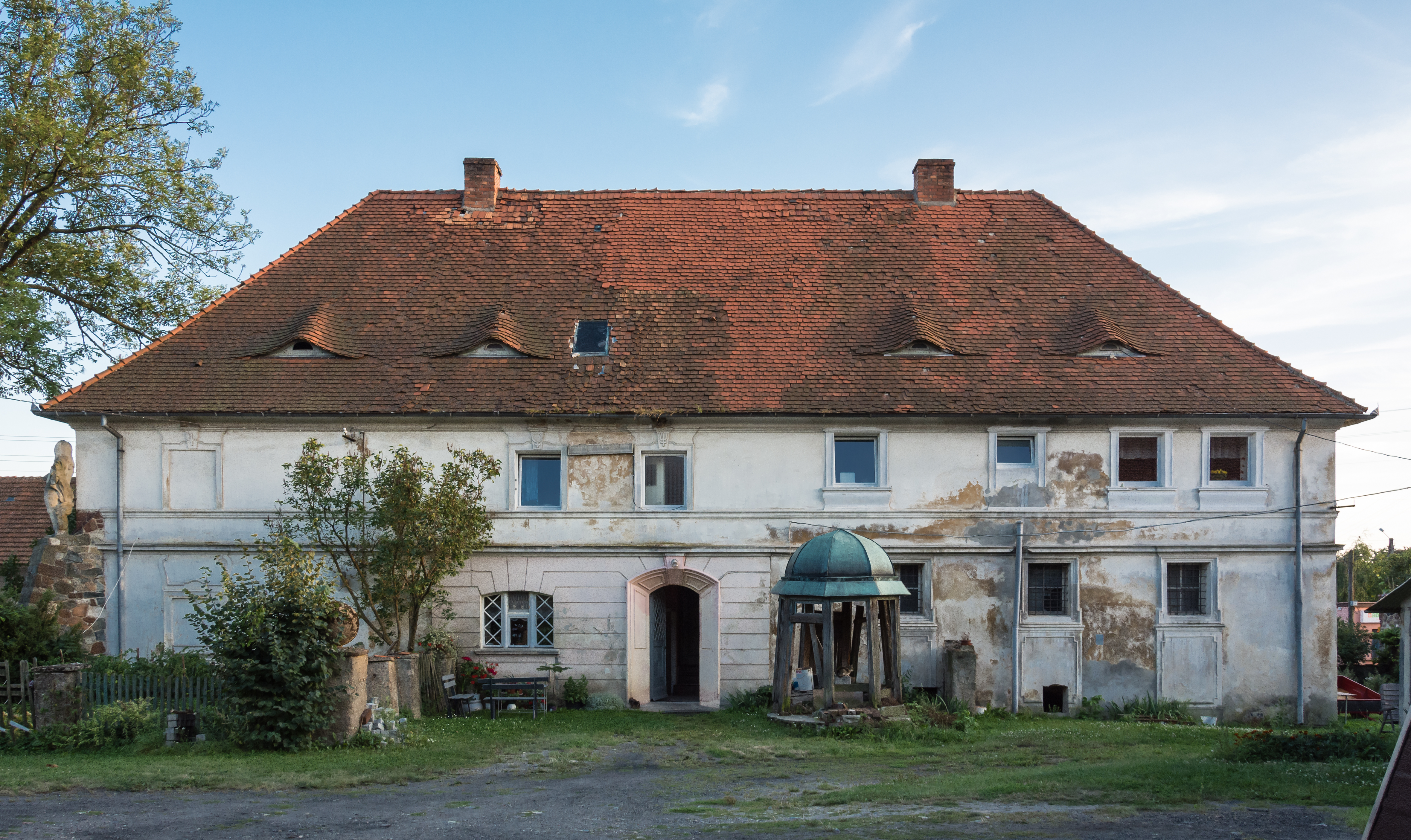
Dwór w Tąpadłach
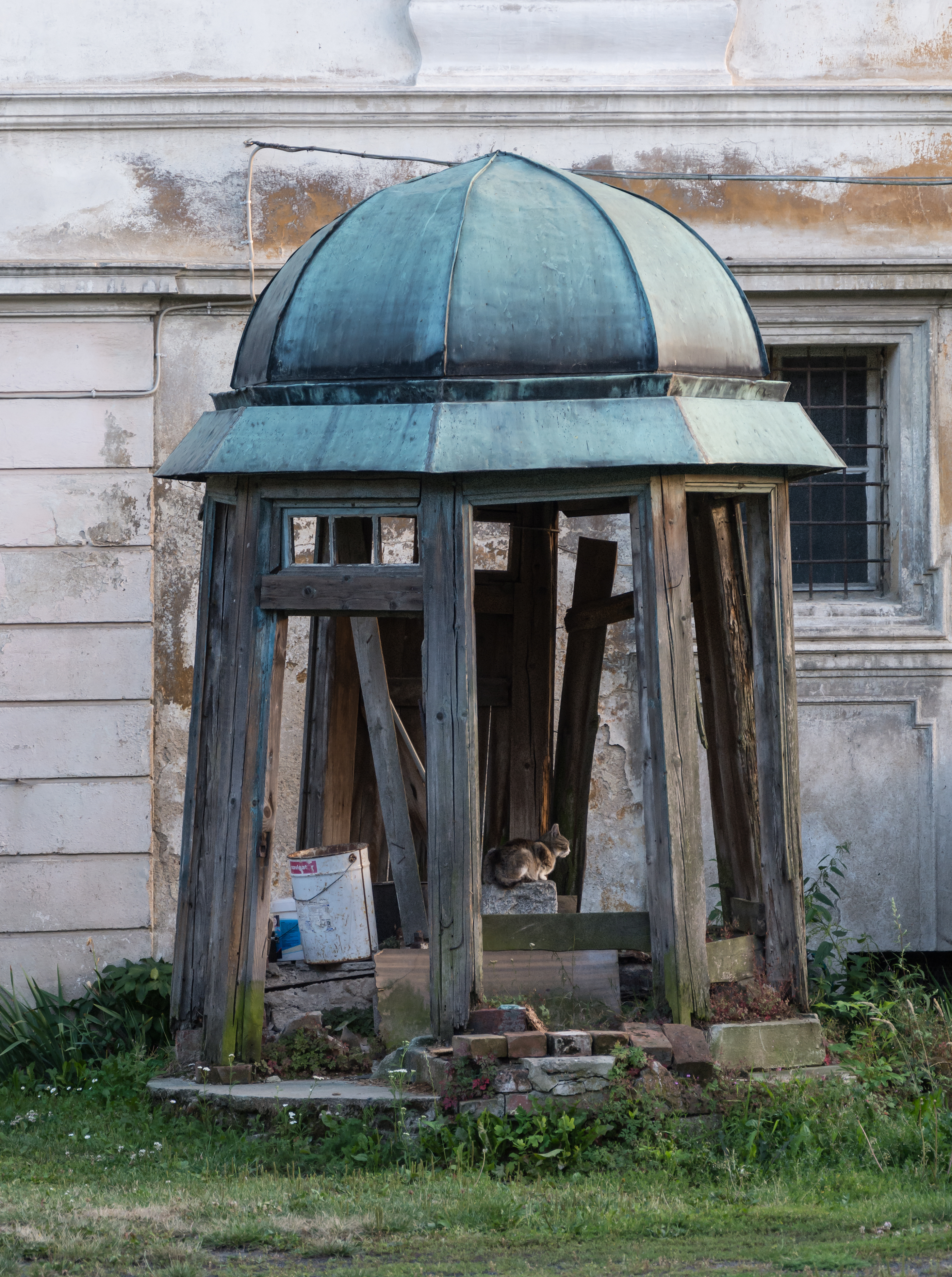
Studnia przy dworze
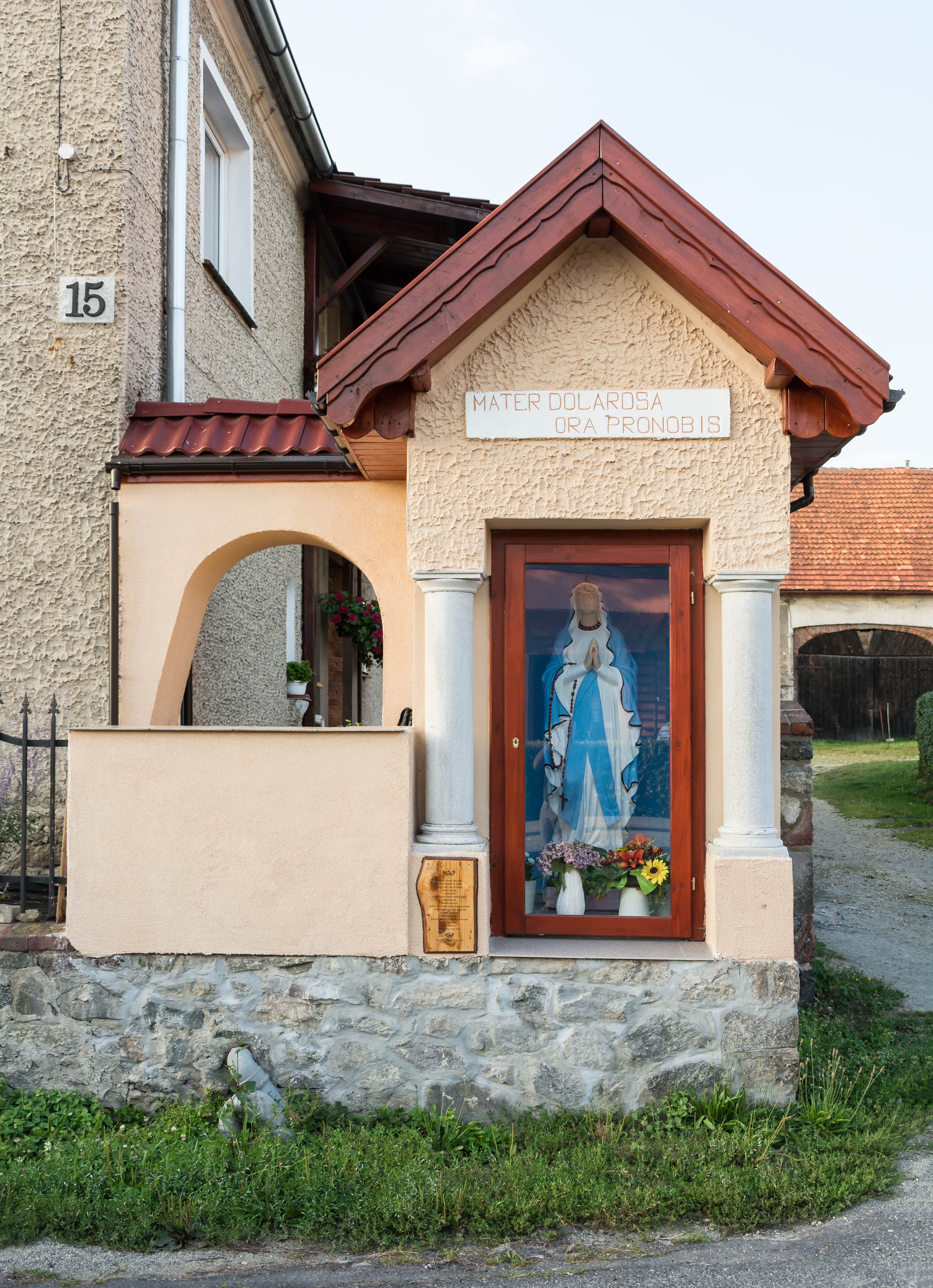
Kapliczka, dom nr 15
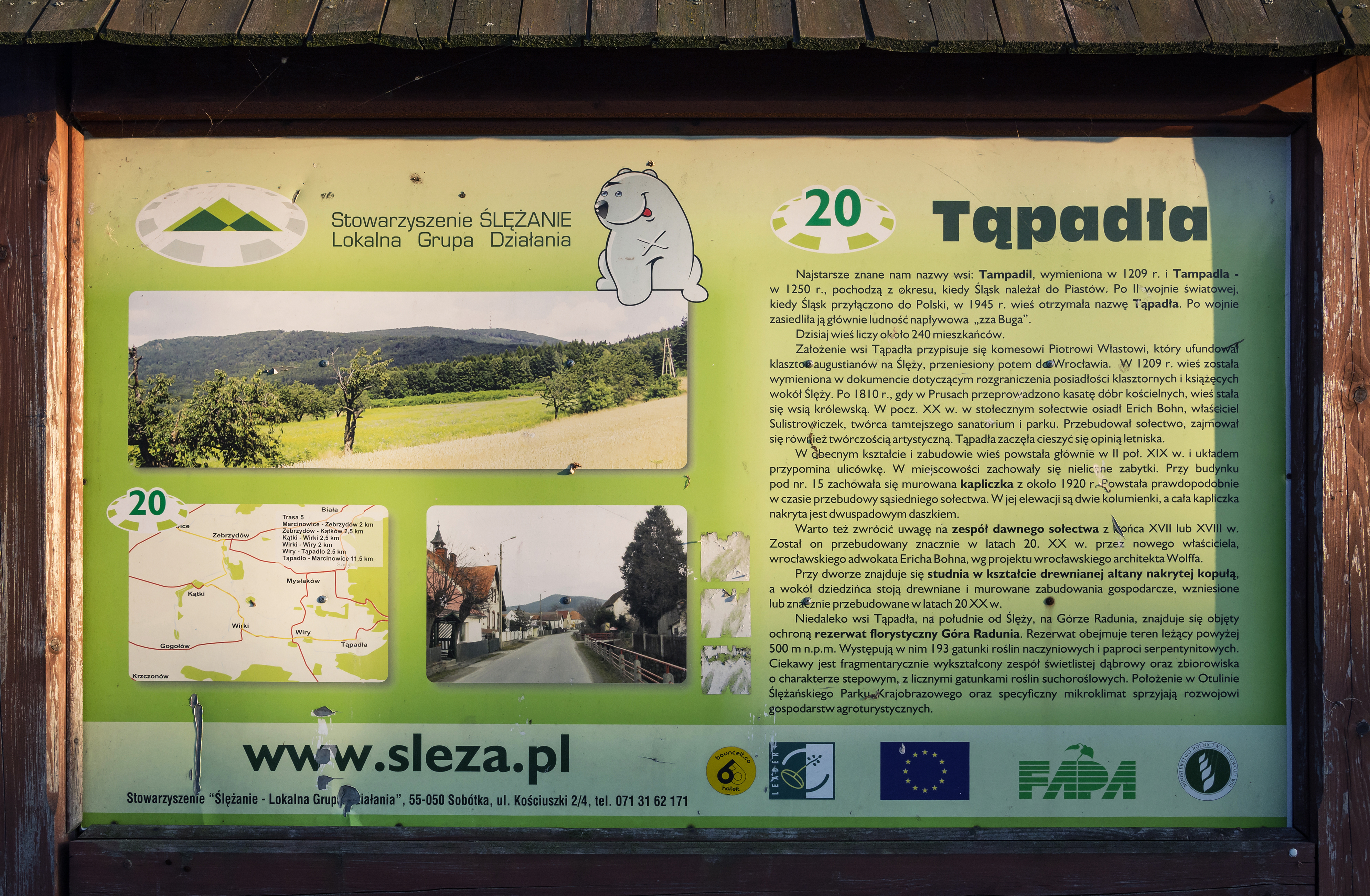
Tablica informacyjna